# گروه مرگ

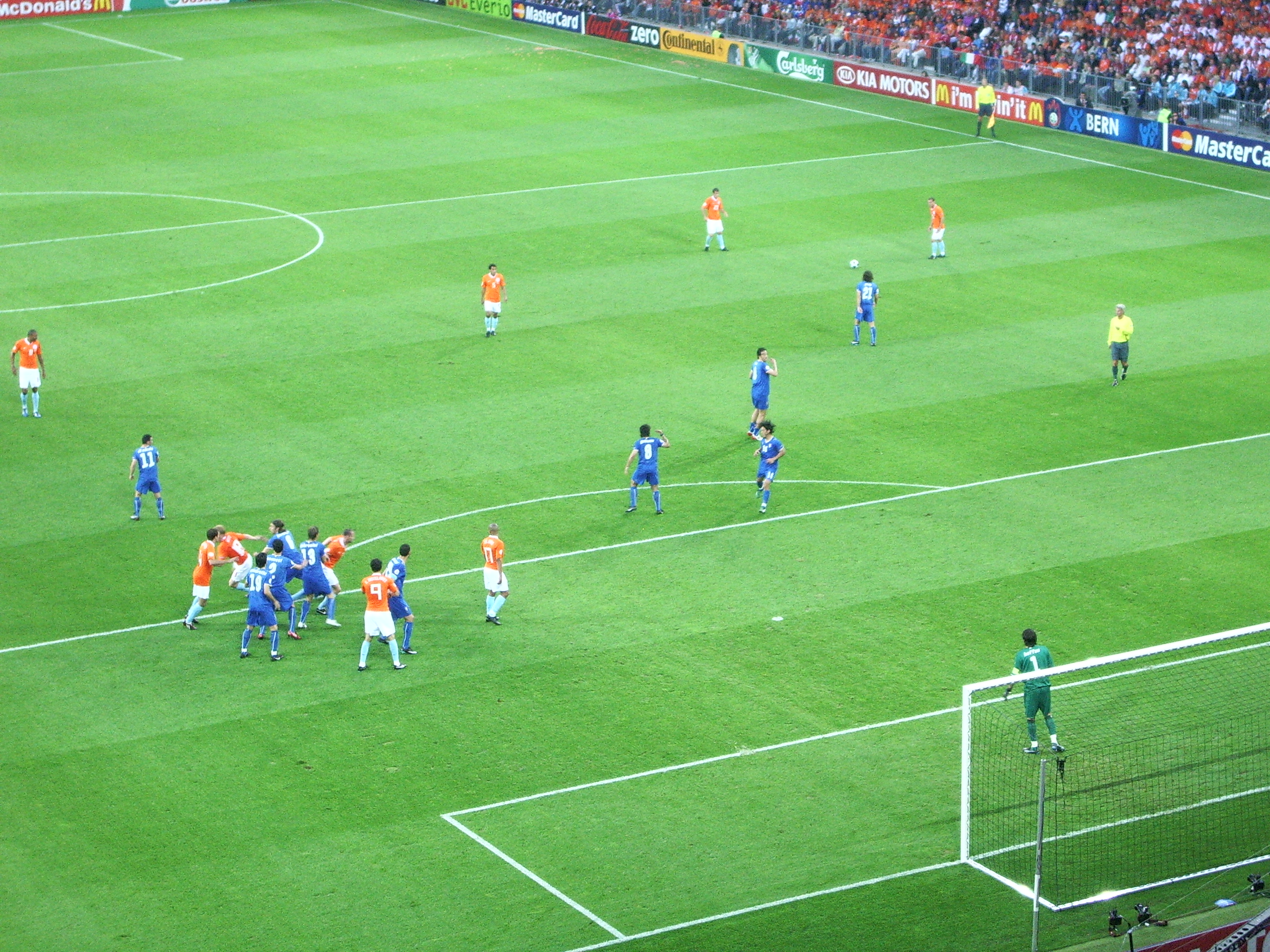
بازی هلند - ایتالیا، در گروه مرگ یورو ۲۰۰۸

گروه مرگ (انگلیسی: Group of death) در یک تورنمنت چندمرحله‌ای، گروهی به شدت رقابتی است، زیرا تعداد رقبای قدرتمند در این گروه بیش از تعداد جایگاه‌های تعیین‌شدهٔ موجود برای مرحلهٔ بعدی تورنمنت است؛ بنابراین، در مرحلهٔ گروهی، یک یا چند رقیب قدرتمند در گروه مرگ به اجبار حذف می‌شود، رقیبی که در غیر این صورت انتظار می‌رفت بیش از این در تورنمنت پیش برود.